# 787 (szám)
A 787 (római számmal: DCCLXXXVII) egy természetes szám, prímszám.

## A szám a matematikában
A tízes számrendszerbeli 787-es a kettes számrendszerben 1100010011, a nyolcas számrendszerben 1423, a tizenhatos számrendszerben 313 alakban írható fel.
A 787 páratlan szám, prímszám. Normálalakban a 7,87 · 102 szorzattal írható fel.
Pillai-prím.
A 787 négyzete 619 369, köbe 487 443 403, négyzetgyöke 28,05352, köbgyöke 9,23262, reciproka 0,0012706. A 787 egység sugarú kör kerülete 4944,86684 egység, területe 1 945 805,100 területegység; a 787 egység sugarú gömb térfogata 2 041 798 151,9 térfogategység.
A 787 helyen az Euler-függvény helyettesítési értéke 786, a Möbius-függvényé −1.